# Potatisvirus Y
Potatisvirus Y (PVY), är ett växtvirus som tillhör virusfamiljen Potyviridae, och är den mest betydelsefulla virussjukdomen på potatis i Sverige och många andra europeiska länder inom jordbruket. 
PVY orsakar främst krussjuka på potatisväxter och kan antingen primärt spridas genom vektorer eller sekundärt via utsädet från tidigare generationer. Vektorerna är främst bladlöss och det finns uppemot 30-35 olika arter som är vektorer för PVY. Sjukdomen kan leda till skördeförluster i potatis och symptomen kan antingen visas primärt eller sekundärt.

## Symptom, spridning och betydelse

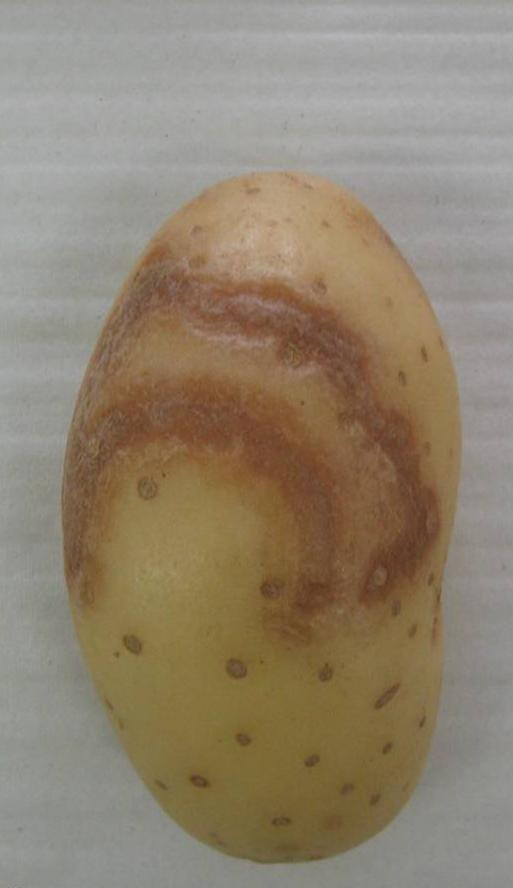
Potatisknöl med nekrotiska fläckar orsakad av Potatisvirus Y.

Potatisvirus Y är ett växtvirus som främst orsakar krussjuka hos potatisväxter och då främst potatis. Viruset kan dock även infektera andra växter i familjen solanaceae, som exempelvis tobak (Nicotiana tabacum), tomat (Solanum lycopersicum) och spanskpeppar (Capsicum). Sjukdomen leder till hämmad tillväxt hos plantorna som i sin tur leder till skördeförluster. Skördeförlusterna blir högre om utsädet är smittat av PVY (sekundärt symptom).
Symptomen som PVY orsakar kan variera beroende på om smittan är primär eller sekundär. Vid ett primärt symptom uppträder symptomen samma år som smittan har skett. Plantan får då en mosaikartad färgskiftning (ljusgrönt-mörkgrönt) på bladen. Dessa symptom är oftast milda och i vissa fall obefintliga vilket gör sjukdomen svår att upptäcka. Däremot är sekundära symptom (som sprids via utsädet till nästa års generation) tydligare och enklare att upptäcka. Plantorna som är smittade blir markant mindre och blekare än friska plantor. Bladen får en kraftig mosaikfärgskiftning och bladen blir tydligt rynkiga, varav sjukdomsnamnet krussjuka. Dessutom kan knölarna i vissa fall också få symptom. Vid symptom uppträder nekrotiska fläckar ytligt på knölen. 
PVY sprids liksom andra växtvirus med hjälp av vektorer, i detta fall är det bladlöss och det är främst de vingade bladlössen som står för den största spridningen av PVY. Viruset sprids på ett icke-persistent sätt. Det innebär att viruset fastnar i bladlusens snabel när den suger på växten, därmed kan viruset tas upp och avges snabbt. Då överföringstiden är kort kan bladlusen ta upp och avge viruset även om bladlusen endast provsmakar på olika plantor. Dock innebär det också att bladlusen endast kan överföra viruset under kort tid. Spridningens betydelse påverkas av flera olika faktorer och förekomsten kan därmed variera med åren. Eftersom viruset sprids via bladlössen måste man främst bevaka förekomsten av bladlöss under den tidiga delen av sommaren (fram till blomningen) då potatisen är som mest mottaglig för viruset. Sjukdomen har störst betydelse i utsädesodlingar där de gör störst skada. Anledningen är att om utsädesodlingar drabbas av PVY uppstår de sekundära symptomen på nästa års potatisplanta då sjukdomen sprids vidare via utsädet.

## Bekämpning och åtgärder
För att effektivast kunna bekämpa PVY måste man indirekt bekämpa bladlössen i förebyggande syfte eftersom viruset sprids på ett icke-persistent sätt. För att kunna få en bra bild över vilka vingade bladlöss som förekommer i Sverige använder man sig av sugfällor. Undersökningar visar att det finns ett samband mellan antalet vingade bladlöss i sugfällorna och spridningen av PVY. Med hjälp av dessa sugfällor kan man studera förekomsten av vingade bladlöss under våren och försommaren och därmed få en bättre överblick över risken för virusspridning.
Vid bekämpning finns det förebyggande åtgärder och mer direkta åtgärder. Någon vecka efter blomning börjar potatisplantan utveckla åldersresistens mot PVY, den är då mindre mottaglig för viruset. Alternativa förebyggande åtgärder är bland annat tidig sättning av potatis på våren och alternativt även att förgro (låter potatisen utveckla groddar före sättning) potatisutsädet innan sättning. Då kan man uppnå en tidigare åldersresistens mot PVY. Somliga potatissorter är även tidigare än andra, därmed kan tidiga potatissorter redan ha hunnit utveckla åldersresistens när bladlössens förekomst är som störst. Då sjukdomen har störst betydelse i utsädesodlingar är det viktigt att man inte odlar alltför nära en utsädesodling. Om det uppstår en smitta på en utsädesodling är det viktigt att man direkt sorterar bort drabbade plantor från odlingen för att därmed minska risken att viruset sprids vidare.
Det finns även direkta åtgärder man kan utföra som även det görs i förebyggande syfte innan bladlössens förekomst är som störst. Denna åtgärd utförs genom att man behandlar potatisplantan med en paraffinolja. Paraffinoljan verkar fysikaliskt på växten och bildar efter upprepande behandlingar en hinna på bladen som då motverkar bladlössens möjlighet till överföring och spridning av PVY. Den första behandlingen brukar utföras när ca 50 % av plantorna är uppe. Behandlingen upprepas därefter med ett intervall på 7-10 dagar fram till någon vecka efter blomning då potatisplantan har utvecklat åldersresistens. Behandling med oljepreparatet kan dock sänka skörden med 3-5 % då plantans tillväxt hämmas av paraffinoljan. Därför är behandlingarna endast motiverade i utsädesodlingar.   